# Нікарагуа (озеро)
Нікара́гуа (ісп. Lago de Nicaragua), також відоме як Косібо́лка (ісп. Lago Cocibolca) або Грана́да (ісп. Lago de Granada), — велике прісноводне озеро тектонічного походження в Нікарагуа. Маючи площу 8264 км², це найбільше озеро в Центральній Америці і 19-те за площею у світі. Озеро розташоване в південно-західній частині країни і через річку Сан-Хуан має єдиний природний вихід до Карибського моря. Озеро відоме своїми численними островами, зокрема вулканічним островом Ометепе, та унікальною фауною, що включає акул-биків, які адаптувалися до прісної води. Озеро є важливим центром туризму, рибальства та транспортним шляхом, а також центральним елементом в історичних та сучасних проєктах будівництва Нікарагуанського каналу.

## Етимологія
Найдавніша відома назва озера — Косіболка (Cocibolca). Вважається, що ця назва походить з мови науатль, якою розмовляли деякі корінні народи регіону. Існують різні інтерпретації її значення, найпопулярнішою з яких є «солодке море» (на противагу солоним океанам). Назва «Нікарагуа» походить від поєднання імені Нікарао, вождя місцевого племені, що проживало на перешийку Рівас між озером і Тихим океаном на момент прибуття іспанців, та іспанського слова agua (вода). Історично його також називали озером Гранада (Lago de Granada) через близькість до однойменного колоніального міста, яке було головним портом на його берегах.

## Географія та гідрологія
Озеро Нікарагуа лежить у широкій тектонічній западині, або грабені, яка утворилася внаслідок розколу земної кори. Його поверхня знаходиться на середній висоті 32 метри над рівнем моря. Максимальна довжина озера з північного заходу на південний схід становить 161 км, а максимальна ширина — 71 км. Попри величезну площу, озеро порівняно неглибоке: його середня глибина становить 13 метрів, а максимальна — лише 26 метрів у східній частині. Загальний об'єм води в озері оцінюється у 108 км³.
Водозбірний басейн озера має площу 41 600 км² і охоплює значні території як Нікарагуа, так і північної Коста-Рики. Озеро живиться водами кількох річок, найбільшою з яких є річка Тіпітапа, що історично з'єднувала його з озером Манагуа. Однак через сильне забруднення та зниження рівня води в озері Манагуа, цей зв'язок став нестабільним, і річка часто пересихає. Єдиним стоком є повноводна річка Сан-Хуан, яка витікає з південно-східної частини озера біля міста Сан-Карлос і несе його води на 192 км до Карибського моря.
На озері часто бувають сильні шторми, спричинені східними пасатами, що дмуть з Карибського моря і спричиняють великі хвилі, особливо у відкритій західній частині озера.

## Екологія

### Унікальна фауна
Озеро Нікарагуа є єдиним у світі прісноводним озером, де мешкають тварини, які зазвичай вважаються морськими. Найвідомішими з них є акула-бик (Carcharhinus leucas), риба-пила (Pristis pristis) та тарпон атлантичний (Megalops atlanticus). Спочатку вчені вважали, що акули в озері є окремим ендемічним видом, і навіть дали їм назву Carcharhinus nicaraguensis. Однак дослідження зоолога Томаса Торсона в 1960-х роках, який проводив маркування акул, довели, що це популяція акул-биків, які здатні долати пороги на річці Сан-Хуан і мігрувати між озером та Карибським морем.
Найпоширеніша наукова теорія пояснює їхню присутність тим, що озеро Нікарагуа в доісторичні часи було великою морською затокою Тихого океану. Внаслідок підняття тектонічних плит затока поступово закрилася, перетворившись на замкнене озеро. Тварини, що опинилися в пастці, поступово адаптувалися до опріснення води, яке відбувалося протягом тисячоліть.
Озеро також є домом для великої різноманітності риб, зокрема понад 40 видів цихлід, що робить його цікавим об'єктом для вивчення еволюції видів.

### Екологічні загрози
Екосистема озера перебуває під значним антропогенним тиском. Однією з головних проблем є забруднення неочищеними стічними водами з прибережних міст, зокрема з Гранади, а також пестицидами та добривами, що змиваються з сільськогосподарських угідь. Найбільшою потенційною загрозою залишається проєкт будівництва Нікарагуанського каналу вартістю 50 мільярдів доларів. Екологи та вчені попереджають, що днопоглиблювальні роботи, необхідні для створення судноплавного каналу глибиною до 30 метрів, можуть вивільнити токсичні донні відкладення, спричинити засолення та знищити унікальні середовища існування, перетворивши значні частини озера на біологічно «мертві зони».

## Острови
В озері Нікарагуа розкидано понад 400 островів, які значно різняться за розміром, походженням та ступенем заселеності.

### Ометепе
Найбільший і найвідоміший острів Ометепе має площу 276 км². Він складається з двох величних вулканів, з'єднаних низьким перешийком: активного конусоподібного Консепсьйон (1610 м) та згаслого Мадерас (1394 м), вкритого хмарним лісом. Острів є домівкою для близько 30 000 мешканців і є важливим центром сільського господарства та туризму. Ометепе відомий своєю надзвичайно багатою археологічною спадщиною: тут знайдено тисячі петрогліфів, кераміки та кам'яних статуй, залишених доколумбовими культурами. У 2010 році ЮНЕСКО оголосила весь острів біосферним заповідником.

### Архіпелаг Солентінаме
Цей архіпелаг, що складається з 36 островів різного розміру, розташований у південно-східній частині озера. Архіпелаг став всесвітньо відомим завдяки поету та священнику Ернесто Карденалю, який у 1965 році заснував тут утопічну релігійно-мистецьку комуну. Сьогодні Солентінаме є центром розвитку примітивістського живопису та різьблення по дереву. Архіпелаг має статус національного пам'ятника і є популярним напрямком для екотуризму та спостереження за птахами.

### Іслетас-де-Гранада (Острівці Гранади)
Це мальовнича група з 365 невеликих острівців, розкиданих біля півострова Асесе, неподалік від міста Гранада. Вони утворилися приблизно 20 000 років тому, коли вибух і обвал частини конуса вулкана Момбачо розкидав величезні кам'яні брили в озеро. Багато з цих острівців сьогодні перебувають у приватній власності, на них збудовані розкішні вілли та еко-готелі, що робить їх одним з найпопулярніших туристичних атракціонів країни.

### Сапатера
Сапатера — другий за величиною острів в озері після Ометепе. Це згаслий щитовий вулкан, який разом з прилеглими острівцями утворює Національний парк Архіпелаг Сапатера. Острів малонаселений, але має величезне археологічне значення. Він вважався священним місцем для доколумбових племен, які залишили тут велику кількість кам'яних статуй із зображеннями людей та тварин, а також петрогліфи та кераміку. Більшість статуй було вивезено з острова для збереження, і зараз вони експонуються в культурному центрі Convento de San Francisco в Гранаді.

## Історія

### Доколумбові культури
Територія навколо озера була важливим культурним перехрестям протягом тисячоліть. Археологічні дослідження свідчать про існування розвинених культур, що належали до так званої культурної області Велика Нікоя, яка охоплювала північний захід Коста-Рики та тихоокеанське узбережжя Нікарагуа. Острови Ометепе та Сапатера були важливими релігійними центрами, про що свідчать численні петрогліфи та монументальні статуї, які датуються періодом від 800 до 1500 року нашої ери.

### Колоніальний період та піратство
Першим європейцем, що побачив озеро, був іспанський конкістадор Хіль Гонсалес Давіла у 1523 році. У 1524 році [Франсиско Ернандес де Кордоба (засновник Нікарагуа)|[Франсіско Ернандес де Кордоба]] заснував на його північно-західному березі місто Гранада. Завдяки річці Сан-Хуан, яка з'єднувала озеро з Карибським морем, Гранада стала процвітаючим торговим портом, але водночас і вразливою ціллю для піратів. Протягом XVII та XVIII століть пірати з Карибського басейну (англійські, французькі та голландські) неодноразово піднімалися річкою, щоб грабувати багате місто. Одна з найвідоміших атак відбулася у 1665 році під проводом Генрі Моргана.

### Проєкти каналу та флібустьєри
Стратегічне розташування озера породило ідею будівництва каналу, що з'єднав би Атлантичний та Тихий океани, ще за часів іспанської корони. У XIX столітті ця ідея стала особливо актуальною, і за право контролювати цей маршрут змагалися США та Велика Британія. У 1855 році американський авантюрист (флібустьєр) Вільям Вокер з невеликою групою найманців захопив Гранаду і проголосив себе президентом Нікарагуа, сподіваючись перетворити країну на рабовласницьку державу під контролем США. Його було вигнано у 1857 році об'єднаними силами центральноамериканських країн. У 2013 році уряд Нікарагуа відродив ідею каналу, надавши 50-річну концесію на його будівництво та експлуатацію гонконзькій компанії HKND Group, що викликало масові протести та занепокоєння щодо екологічних і соціальних наслідків.

## Економіка та туризм

### Рибальство
Рибальство відіграє важливу роль в економіці прибережних громад. В озері виловлюють рибу як для місцевого споживання, так і для експорту на національні ринки. Окрім того, озеро є всесвітньо відомим місцем для спортивної риболовлі. Рибалок приваблює можливість зловити великого тарпона, райдужного окуня (guapote) та інші види риб.

### Туризм та відпочинок
Озеро Нікарагуа є серцем туристичної індустрії країни. Його природні ландшафти, вулкани, унікальна екосистема та багата історія приваблюють мандрівників з усього світу.
Найпопулярніші види діяльності включають:
- Каякінг та човнові екскурсії: особливо популярні серед острівців Гранади та в заболочених районах архіпелагу Солентінаме.[28]
- Піший туризм (трекінг): головним напрямком є сходження на вулкани Консепсьйон та Мадерас на острові Ометепе, що пропонують дивовижні краєвиди та знайомство з дикою природою.[29]
- Велоспорт та байкпакінг: острів Ометепе та сільські дороги навколо Гранади є чудовими місцями для велосипедних подорожей.[30]
- Екотуризм та ретрити: на берегах та островах озера розташовано безліч еко-лоджів та центрів для йоги, які пропонують спокійний відпочинок на природі.[31]

### Транспорт
Озеро виконує функцію важливої транспортної артерії, що з'єднує центральні та східні регіони країни. Регулярні поромні переправи та пасажирські човни (lanchas) курсують між портом Сан-Хорхе на материку та головним портом Ометепе, Мойогальпою. Також існує сполучення між Гранадою, Ометепе, архіпелагом Солентінаме та містом Сан-Карлос.

## Галерея

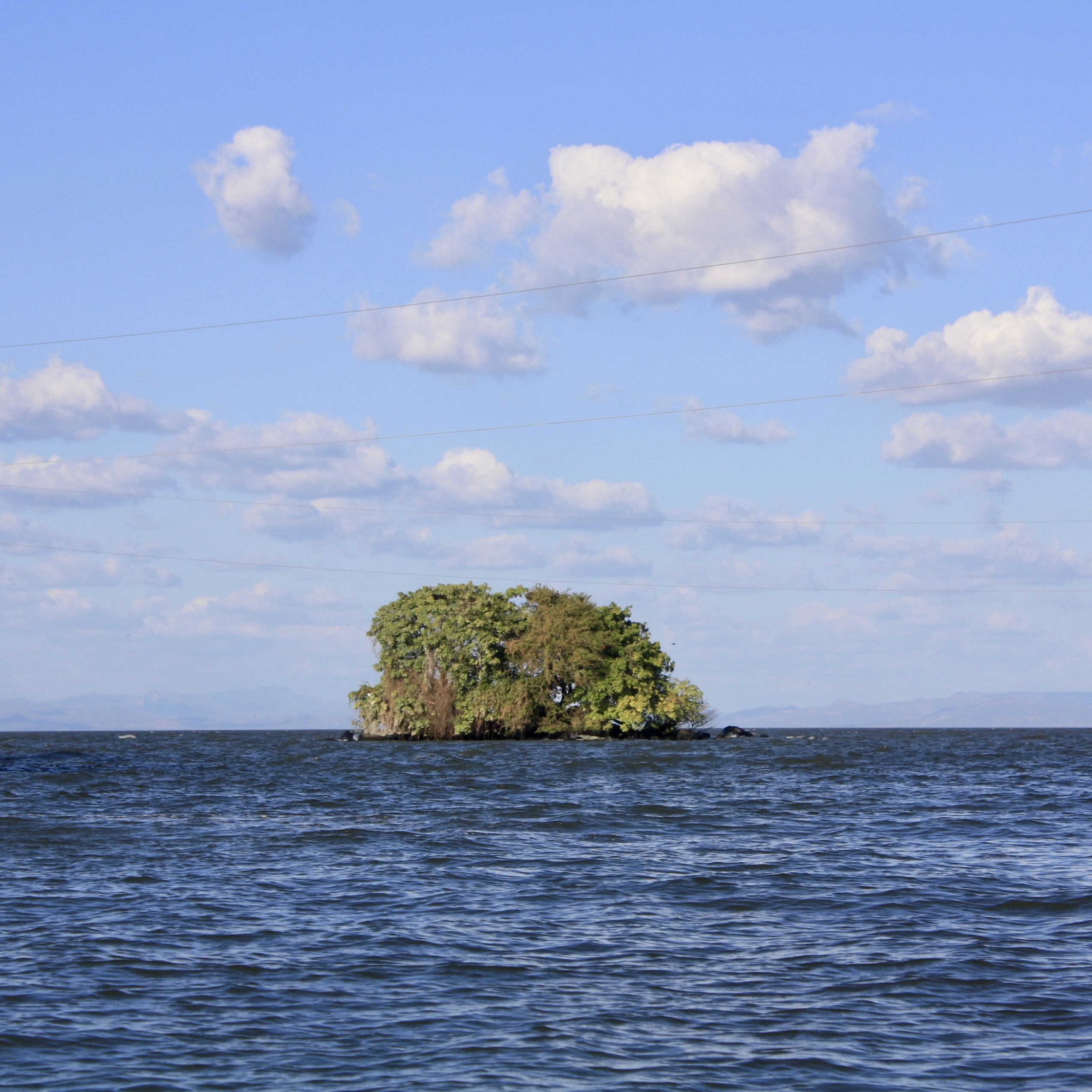
Озеро Нікарагуа, 2019
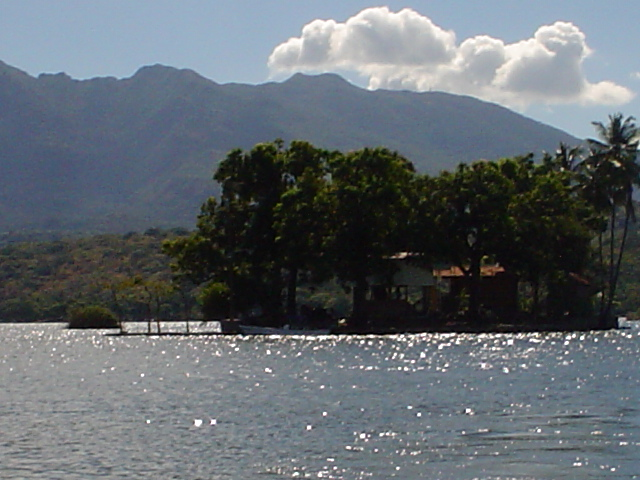
Озеро Нікарагуа
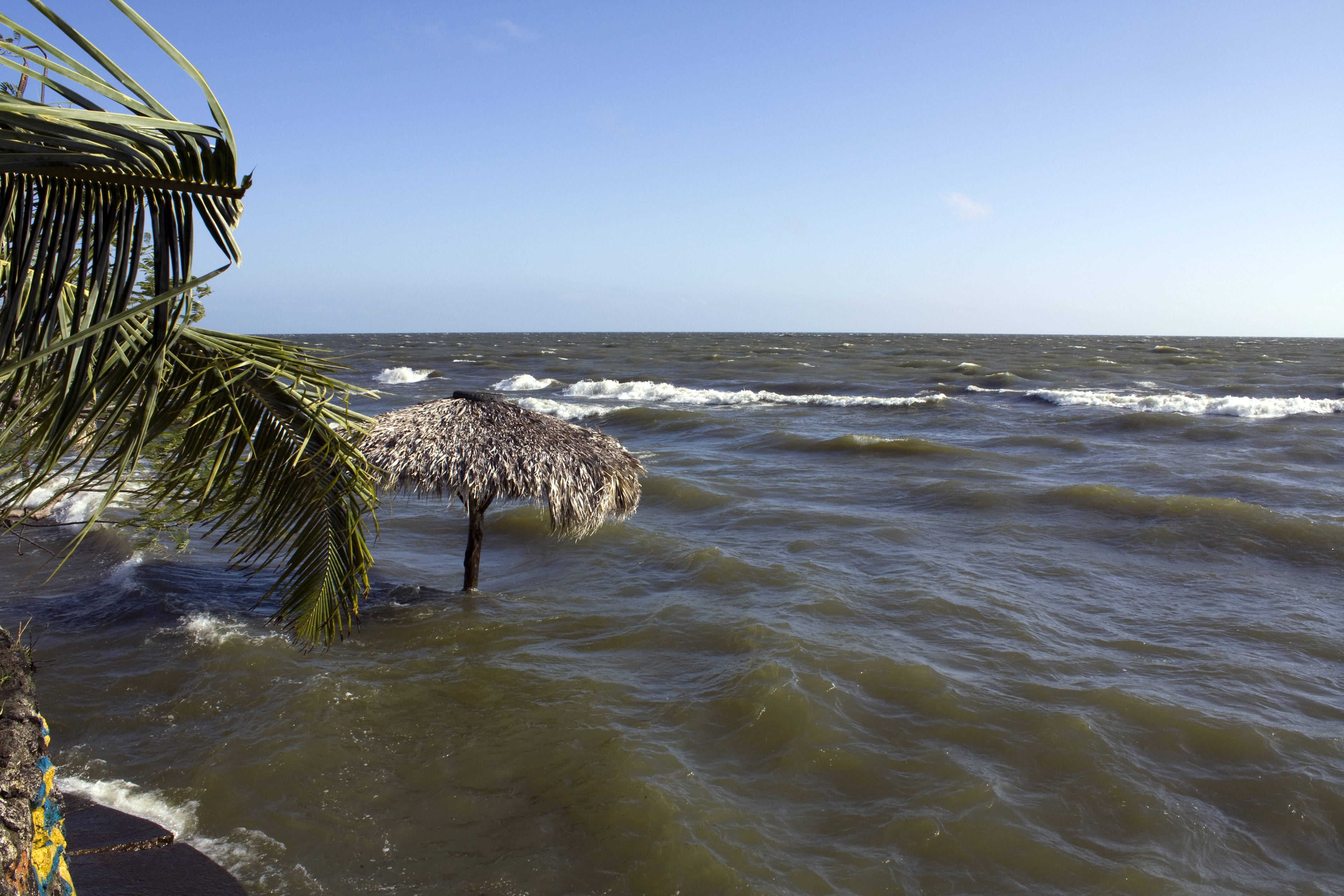
Озеро Нікарагуа та острів Ометепе
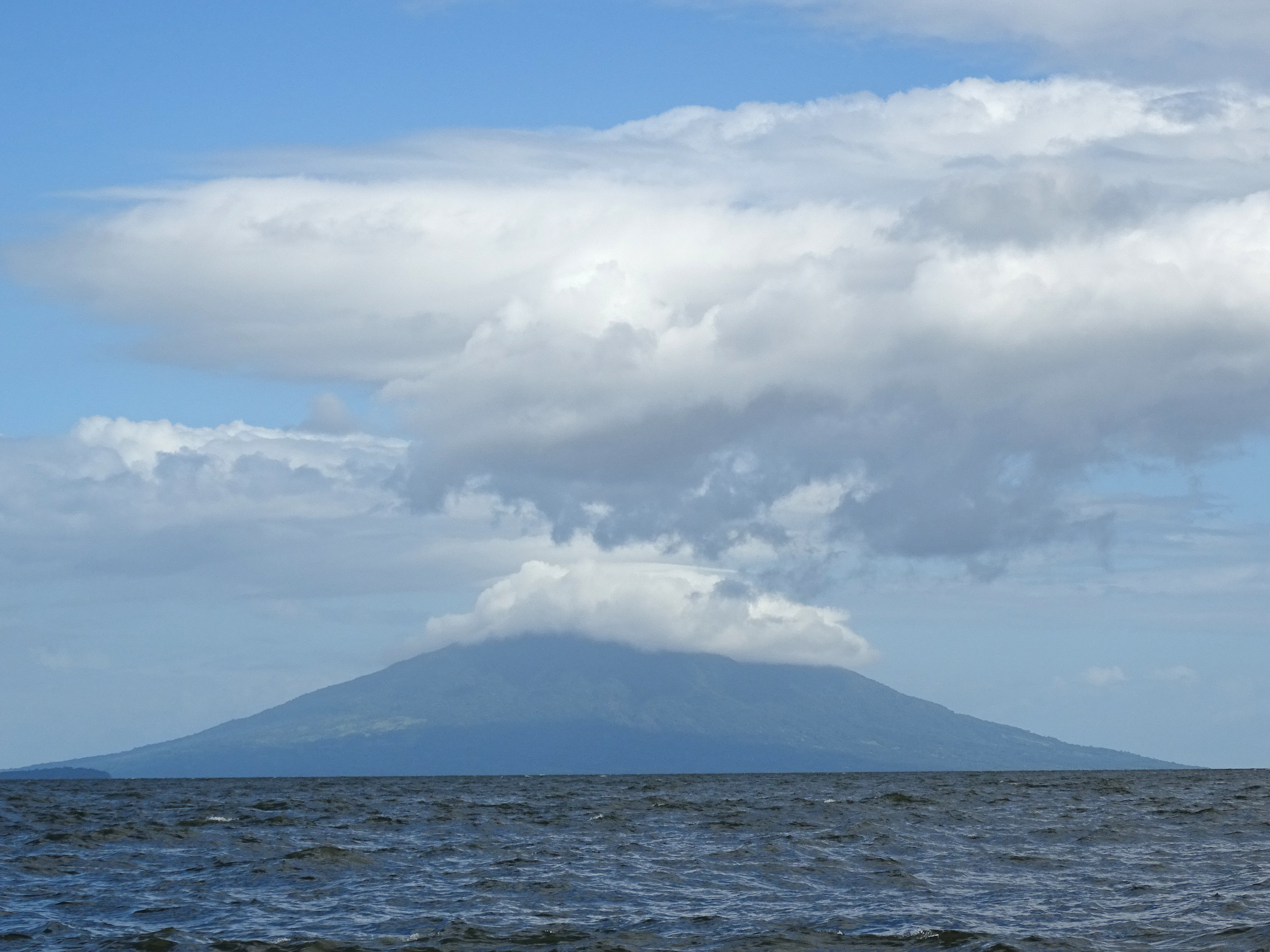
Вид на острів Ометепе та вулкан Мадерас
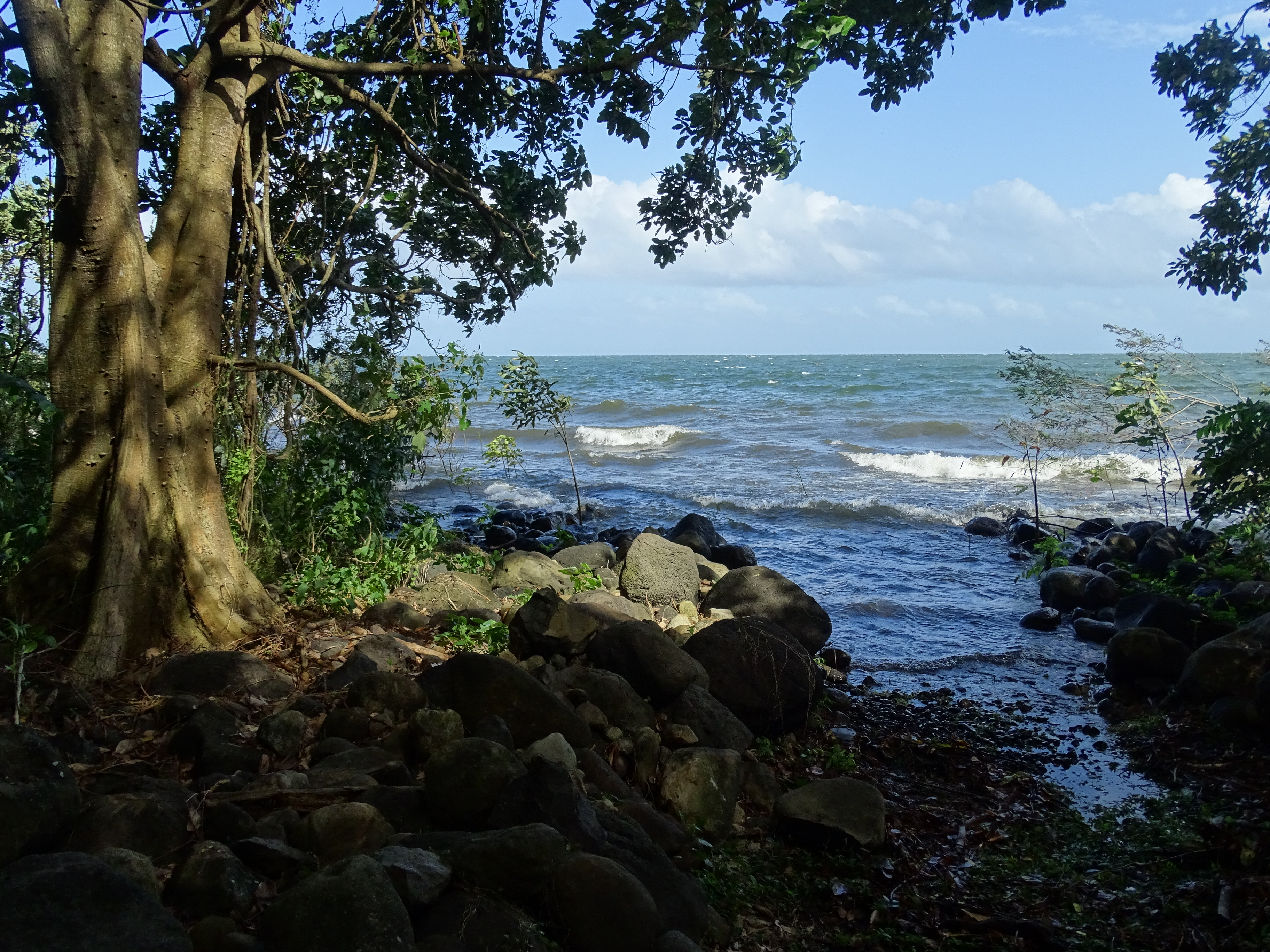
На березі озера Нікарагуа, острів Ометепе
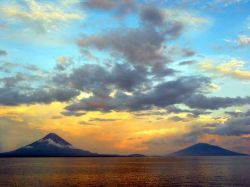
Острів Ометепе
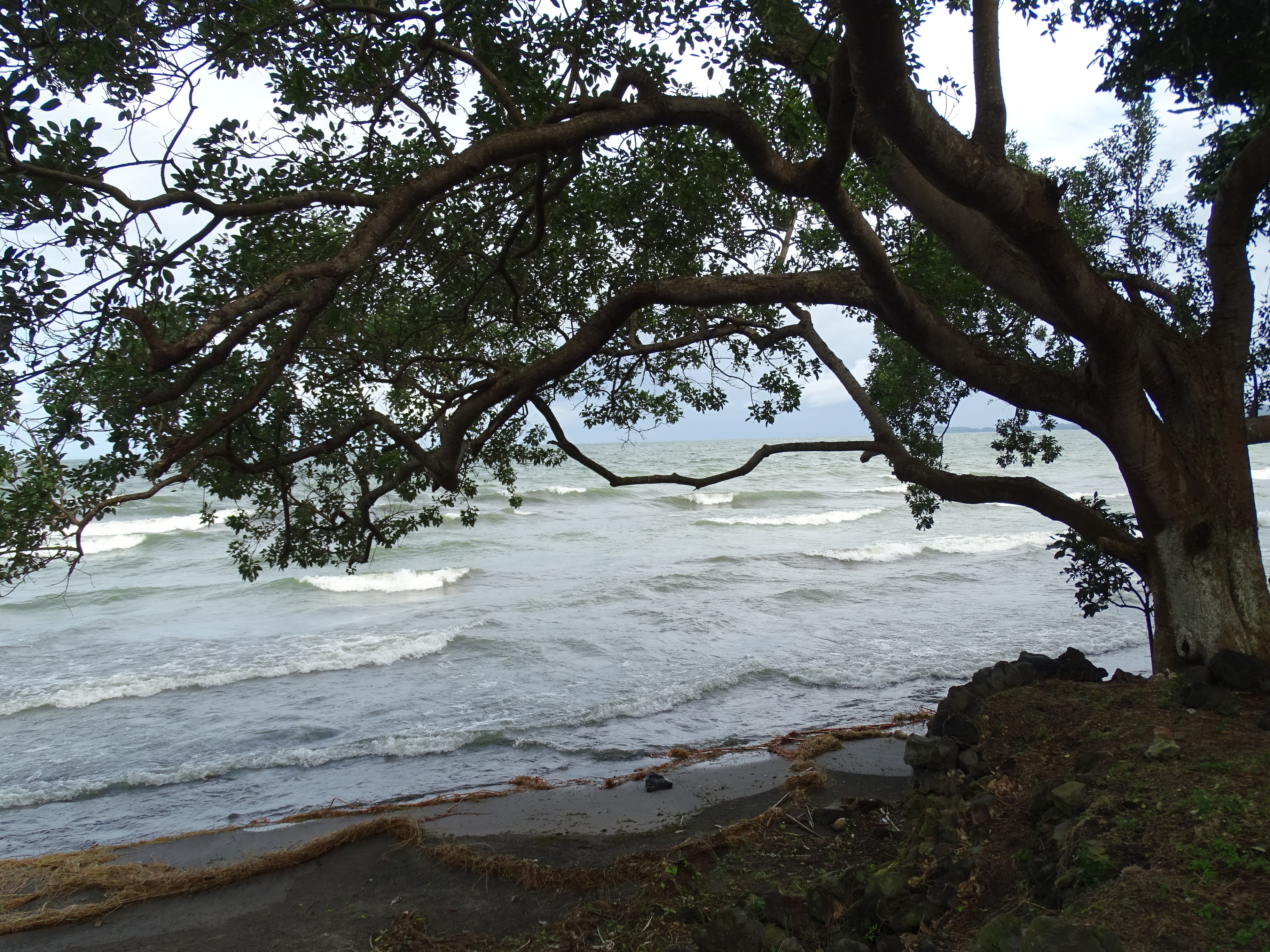
Уздовж озера Нікарагуа поблизу Санто-Домінго, Ометепе
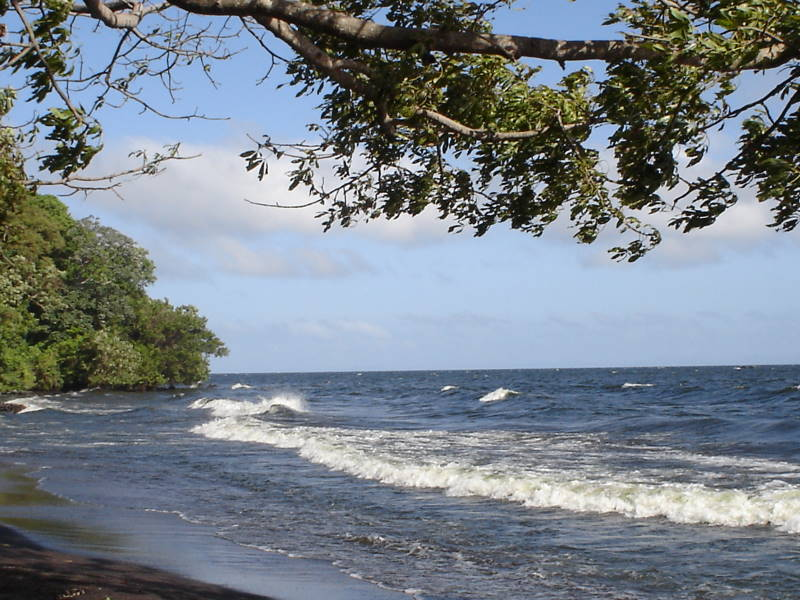
Пейзаж на озері Нікарагуа
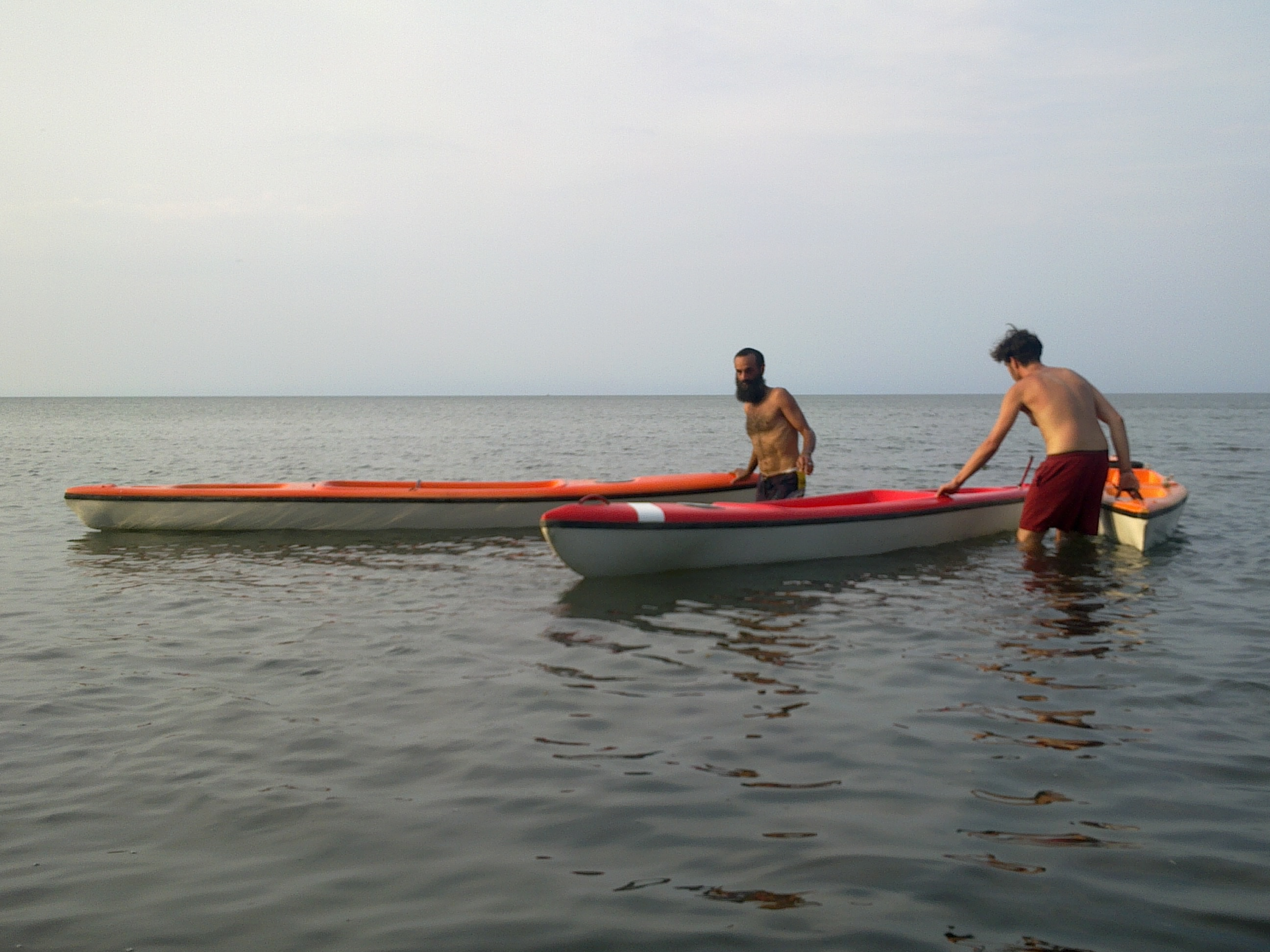
Каякінг на острові Ометепе
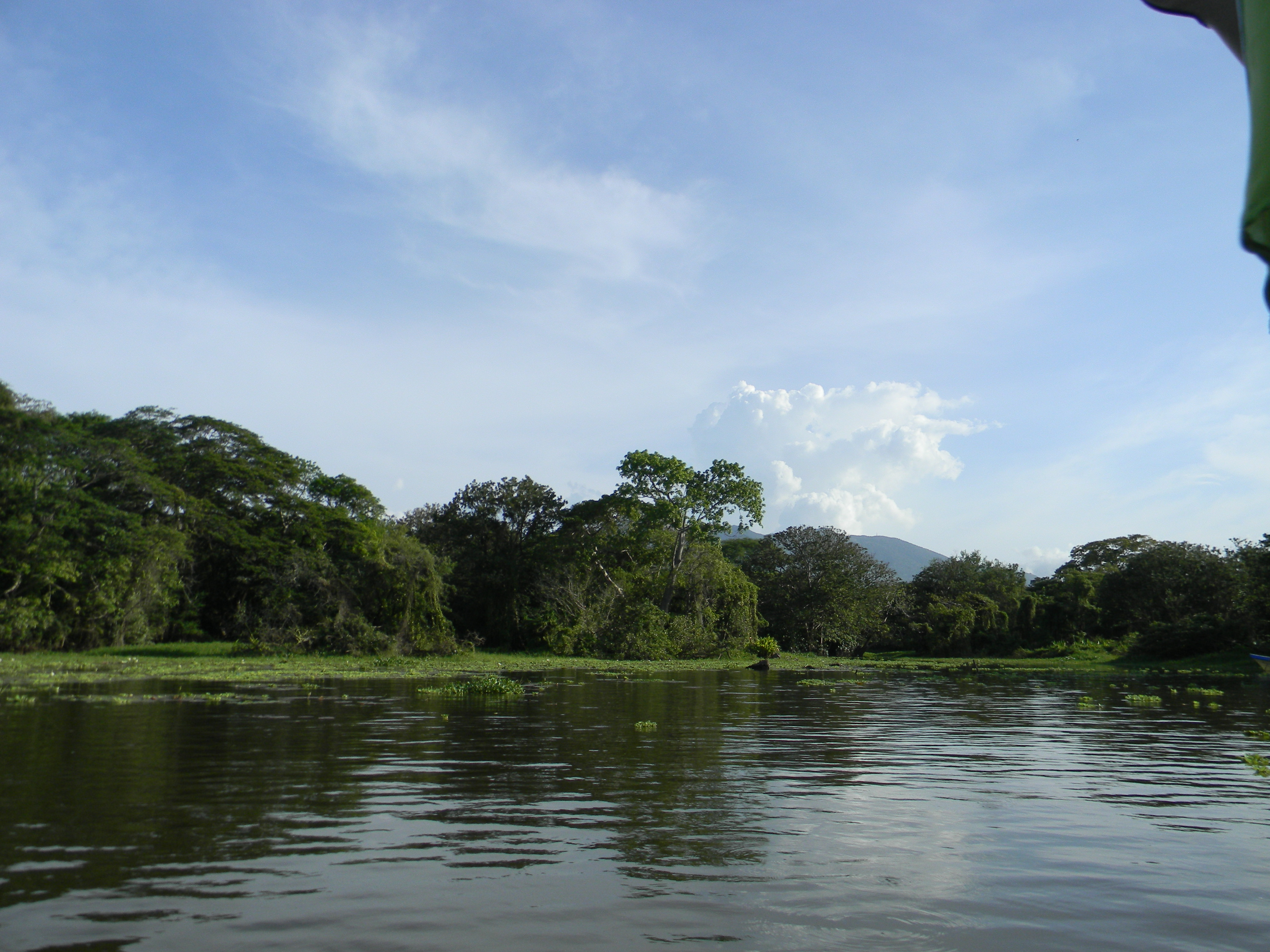
Вид на озеро Нікарагуя
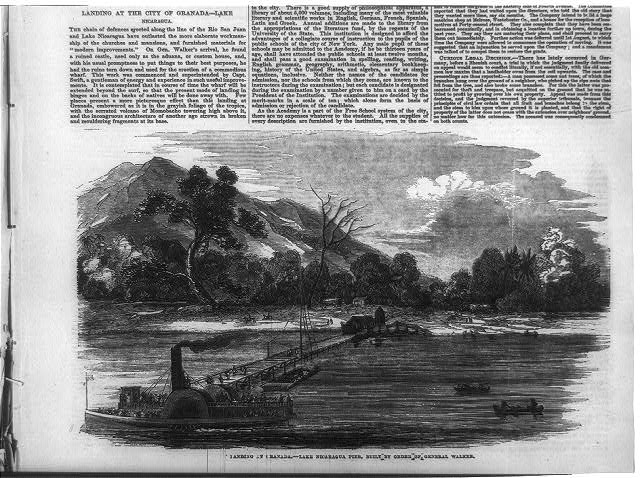
Експедиція генерала Вільяма Вокера: висадка в Гранаді на пірсі, збудованому за його наказом